# Хаябуса (1936)
Хаябуса (Hayabusa, яп. 隼) — міноносець Імперського флоту Японії типу «Оторі», який брав участь у Другій світовій війні.

## Історія створення
Корабель, який став третім серед міноносців типу «Оторі», закладений 19 грудня 1934 року на верфі «Yokohama Dock Company» в Йокогамі. Спущений на воду 28 жовтня 1935 року, став до ладу 7 грудня 1936 року.

## Історія служби
Невдовзі після завершення корабля розпочалась Друга японо-китайська війна. «Хаябуса» взяв у ній участь, зокрема зафіксовано його перебування в Шанхаї (перші кілька місяців конфлікту за це місто йшла важка битва).
На момент вступу Японії до Другої світової війни корабель все так же діяв у Китаї та належав до 1-го дивізіону міноносців, який базувався на острові Хайнань. Два місяці «Хаябуса» займався ескортною службою між хайнанським портом Самах та Формозою (Тайванем), а 14—16 лютого перейшов з Самаху на Філіппіни до затоки Субік-Бей (дещо західніше від Маніли) для участі у блокадних операціях (у районі Маніли на півострові Батаан та в острівній фортеці Коррехідор до початку травня тримались американські гарнізони). При цьому з 10 лютого 1942-го після розформування 1-го дивізіону «Хаябуса» напряму підпорядкували військово-морському округу Хайнань, а з 10 квітня передали до 1-го ескортного дивізіону, що належав до Флоту південно-західної зони (формування, яке створили для контролю окупованих територій Південно-Східній Азії).
З травня до початку вересня 1942-го «Хаябуса» супроводив численні конвої між островом Лусон, Мако та японськими портами (Токуяма, Куре, Сасебо), а восени географія його дій досягнула Сінгапуру. З 23 лютого по 7 березня 1943-го корабель здійснив рейс до Океанії та ескортував конвої з Шанхаю до Палау (важливий транспортний хаб на заході Каролінських островів), а потім звідти до Такао (наразі Гаосюн на Тайвані). Після цього він повернувся до забезпечення перевезень у Азії і до середини жовтня 1943-го водив конвої між японськими портами Моджі та Майдзуру, Такао, Манілою, Сайгоном (наразі Хошимін на півдні В'єтнаму). Крім того, наприкінці літа 1943-го «Хаябуса» знову побував на заході Мікронезії, коли в період з 1 серпня по 5 вересня пройшов з конвоями по маршруту Маніла — Балікпапан (центр нафтовидобутку на сході Борнео) — Палау та назад.
Із 1 жовтня 1943-го «Хаябуса» передали в підпорядкування Третьому Південному експедиційному флоту, який відповідав за контроль над Філіппінами, так що тепер походи корабля стали більше тяжіти до цього району. До осені 1944-го «Хаябуса» під час супроводу конвоїв відвідав (зазвичай неодноразово) численні порти, такі як Маніла, Себу (порт на однойменному острові у центральній частині Філіппінського архіпелагу), Баколод (на філіппінському острові Негрос біля виходу зі внутрішніх морів архіпелагу в море Сулу), Давао та Замбоанга (на південному та західному узбережжях філіппінського острова Мінданао), Кау (індонезійський острів Хальмахера), Балікпапан та Таракан (ще один центр нафтовидобутку на сході Борнео).
Наприкінці вересня 1944-го в межах підготовки до десантної операції американське ударне авіаносне з'єднання здійснило рейд на Філіппіни, зокрема 22 вересня завдало потужного удару по Манілі. За дві доби по тому, 24 вересня, літаки перестріли та потопили «Хаябуса», який супроводжував конвой у центральній частині Філіппінського архіпелагу на схід від острова Міндоро.